# 東京経済大学短期大学部
東京経済大学短期大学部（とうきょうけいざいだいがくたんきだいがくぶ、英語: Tokyo Keizai University Junior College）は、東京都国分寺市南町1-7-34に本部を置いていた日本の私立大学である。1950年に設置され、2004年に廃止された。大学の略称は短大。

## 概要

### 大学全体
- 東京都国分寺市に所在した日本の私立短期大学で、設置主体は学校法人東京経済大学[1]。
- 国内で最初に認可された短期大学149校[注 2]の1校として、1950年に1学科体制で開学した[2]。
- 東京経済大学に併設されており、開学当初より商経科のみの単科短大となっていた。
- 1999年度の入学生を最後に[注釈 2]、短期大学としての使命を終える[4]。

### 建学の精神（校訓・理念・学是）
- 東京経済大学を参照。

### 教育および研究
- 東京経済大学短期大学部には商経科が設けられ、｢経済学｣・｢経営学｣・｢民法｣・｢日本経済論｣・｢企業論｣などの経済・経営関係科目のほか｢会計学｣・｢原価計算論｣などの会計関係科目や｢秘書論｣・｢商業英語｣・｢貿易実務｣など秘書実務系の科目も用意されていた。「経営・経済」、「セクレタリー」、「国際」の各コースが設置されていた[5]。

### 学風および特色
- 東京経済大学短期大学部は新制大学が設置されて間もない頃、職業教育への要望の高まりに応じて設置された。
- 一貫して男女共学で、設置当初は男子学生の方が多かったが、時代の流れとともに変化し、後年では女子学生の方が圧倒的に多くなっていた。

## 沿革
- 1949年
  - 10月 文部省[注釈 3]に短期大学[注 3]の設置認可に関する申請を行う[注 4]。なお、学科・専攻は以下の通りとなっている[注 5]。
    - 第一商経学科 入学定員80名
    - 第二商経学科 入学定員80名
- 1950年
  - 3月14日 左記を以て短期大学の設置が文部省[注釈 3]より認可される出典[11]。
  - 4月1日 左記を以て東京経済大学短期大学部が以下の学科体制にて開学する[注 6]。
    - 第一商経学科→商経科 入学定員80名
    - 第二商経学科 入学定員80名→不認可[注 7]。
- 1951年
  - 4月1日 第二部が設置され、以下の学科体制に整備される[14]。
    - 商科[注 8]
      - 第一部 入学定員80名
      - 第二部 入学定員80名
- 1954年
  - 5月1日 学生数[15]/定員
    - 商経科 
      - 第一部 265[注釈 4]/160　
      - 第二部 129[注釈 4]/160
- 1983年
  - 4月1日 商経科第二部の学生募集を最終とする[注 9]。
  - 5月1日 学生数[19]/定員
    - 商経科
      - 第一部 357[注釈 5]/160　
      - 第二部 77[注 10]/160
- 1984年
  - 5月1日 学生数[20]/定員
    - 商経科
      - 第一部 330[注釈 5]/160
      - 第二部 45[注 11]/80
- 1985年
  - 5月1日 学生数[21]/定員
    - 商経科
      - 第一部 306[注釈 5]/160
      - 第二部 11[注 12]/-
- 1986年
  - 4月1日 商経科第一部の入学定員を80→200に増員[注 13]。
  - 5月1日 学生数[26]/定員
    -       - 商経科 373[注釈 6]/280　

  - 12月23日 左記をもって商経科第二部を正式に廃止とする[27]。
- 1987年
  - 4月1日 商経科第一部を商経科に改称[27]。
  - 5月1日 学生数[28]/定員
    - 商経科 489[注釈 6]/400
- 1992年
  - 5月1日 学生数[注 14]/定員
    - 商経科 498[注 15]/400
- 1999年
  - 4月1日 この年度で学生募集を終了[注釈 2]。
  - 5月1日 学生数[31]/定員
    - 商経科 329[注 16]/400
- 2004年
  - 5月28日 左記をもって文部科学省より正式に廃止の認可が下る[4]。

## 基礎データ

### 所在地
- 東京都国分寺市南町1-7-34[注釈 1]

### 象徴
- 東京経済大学短期大学部のカレッジマークは右記資料にあり[32]。

## 教育および研究

### 組織

#### 学科
- 商経科
  - 第一部 入学定員200名[注 17]
  - 第二部  入学定員80名[注 18]

#### 専攻科
- なし

#### 別科
- なし

#### 取得資格について
- 教職課程中学校教諭二級免許状（社会・職業）が置かれていた。
- 当初は中学校教諭ほか高等学校教諭免許状（社会・商業）の教職課程を商業科第一部・第二部に併設[38]。

### 研究
- 『東京経済大学一覧:付東京経済大学短期大学部一覧』[39]

## 大学関係者と組織

### 大学関係者一覧

#### 大学関係者
歴代学長
- 田尻常雄
- 北沢新次郎
- 渡辺輝雄
- 渡邉渡
- 荒川幾男
- 富塚文太郎

## 施設

### キャンパス
- 東京経済大学を参照。

### 寮
- なし

## 対外関係

### 系列校
- 東京経済大学

## 卒業後の進路について

### 編入学・進学実績
- 系列の東京経済大学への編入学制度があった[5]。